# BLE 31
Die normalspurige Tenderlokomotive BLE 31 war eine Dampflokomotive, die 1924 von Henschel für die Braunschweigische Landes-Eisenbahn-Gesellschaft (BLE) gekauft wurde. Dies geschah im Zusammenhang mit dem Kauf der BLE 30 von Linke-Hoffmann-Lauchhammer.

## Geschichte und Einsatz
Das Einzelexemplar ähnelte der Nassdampflokomotive Henschel Typ Frankfurt in Heißdampfausführung und war für den Güterzugdienst vorgesehen.

### DR 92 421
1938 kam sie durch die Verstaatlichung der BLE in den Besitz der Deutschen Reichsbahn und erhielt die Betriebsnummer 92 421. 1939 wurde die Lok für den Dienst auf einem Schießstand des Oberkommandos des Heeres in Hillersleben verwendet. Nach dem Zweiten Weltkrieg befand sie sich im Bereich der Sowjetischen Besatzungszone. Sie wurde 1948 als Werklok an das Ausbesserungswerk Stendal abgegeben. Zu einem nicht bekannten Zeitpunkt wurde sie ausgemustert.

## Konstruktion
Die Heißdampflokomotive hatte einen tief liegenden Kessel und keine bewegliche Achse. Sie war mit Kolbenschiebern sowie mit Oberflächenvorwärmer und unter einer Verkleidung liegendem Dampf- bzw. Sanddom ausgerüstet.